# Federação Burquinense de Voleibol
A  Federação Burquinense de Voleibol (em francêsːFédération burkinabée de volley-ball, FBV) é uma organização fundada em 1964 que governa a pratica de voleibol em Burquina Fasso, sendo membro da Federação Internacional de Voleibol e da Confederação Africana de Voleibol, a entidade é responsável por organizar os campeonatos nacionais de voleibol masculino e feminino no país.